# 斯韦特兰娜·基蒂奇
斯韦特兰娜·基蒂奇（1960年6月7日—），波斯尼亚和黑塞哥维那女子手球运动员。她曾代表南斯拉夫国家队参加1980年和1984年夏季奥林匹克运动会手球比赛，获得一枚金牌和一枚银牌。